# Pico de Príncipe
El Pico de Príncipe és una muntanya a l'illa de Príncipe, la més petita de les dues illes habitades de São Tomé i Príncipe. S'accepta convencionalment que l'elevació de la muntanya és de 948 metres, el que la feia el pic més alt de l'illa, però un viatge al cim el 1999 va trobar que podria ser més baix, fent que el Pico Mencorne sigui el punt més alt. L'illa és una de les voltes volcàniques que conformen la Serralada de Camerun de volcans extints i actius.

## Topologia
La muntanya és la resta d'un volcà que ha estat inactiu durant 15,7 milions d'anys. Els volcans d'aquesta illa eren al principi bàsicament basalt, però més endavant es va introduir fonolita en els seus nuclis. El basalt ha estat profundament erosionat, deixant espectaculars torres de la fonolita més dura que puja gairebé verticalment de la selva tropical.
La cimera només s'ha explorat ocasionalment, la primera expedició va ser el 1929 i va establir una base a la part superior. Es va fer un segon viatge el 1956, però no va poder fer un inventari botànic greu a causa del mal temps. El viatge de 1999 va trobar que la muntanya s'eleva des d'un altiplà fortament forestat amb elevació de 600 a 700 metres. A partir d'aquí, una sèrie de serres condueixen a la cimera. A les parts més altes, els arbres són més oberts i hi ha més epífits, plantes que creixen als arbres. La cimera és un petit monticle envoltat de tres costats pels precipicis.

## Ecologia
L'expedició de 1999 va anar a càrrec dels membres de l'Ecofac, una organització no governamental que planeja ajudar a la conservació a través de l'ajuda al desenvolupament de l'ecoturisme a l'illa. L'ecologia dels boscos de la muntanya no s'ha investigat, però s'han trobat espècies endèmiques d'aus i orquídies, i sembla clar que hi ha moltes plantes i insectes endèmics.
Una zona de conservació proposada que cobreix un terç del Príncipe inclouria aquesta muntanya i tres més altes de 500 m: Mesa (537 m), Pico Papagaio (680 m) i Pico Mencorne (921 m).
S'han registrat 28 espècies d'aus a la zona, de les quals set són endèmiques de Príncipe i quatre són de preocupació per la conservació global.
Altres espècies endèmiques són l'escíncid Feylinia polylepis, la serp escamosa Typhlops elegans i la granota Leptoptelis palmatus. També hi ha una subespècie endèmica de la musaranya Crocidura poensis.